# 10BASE5

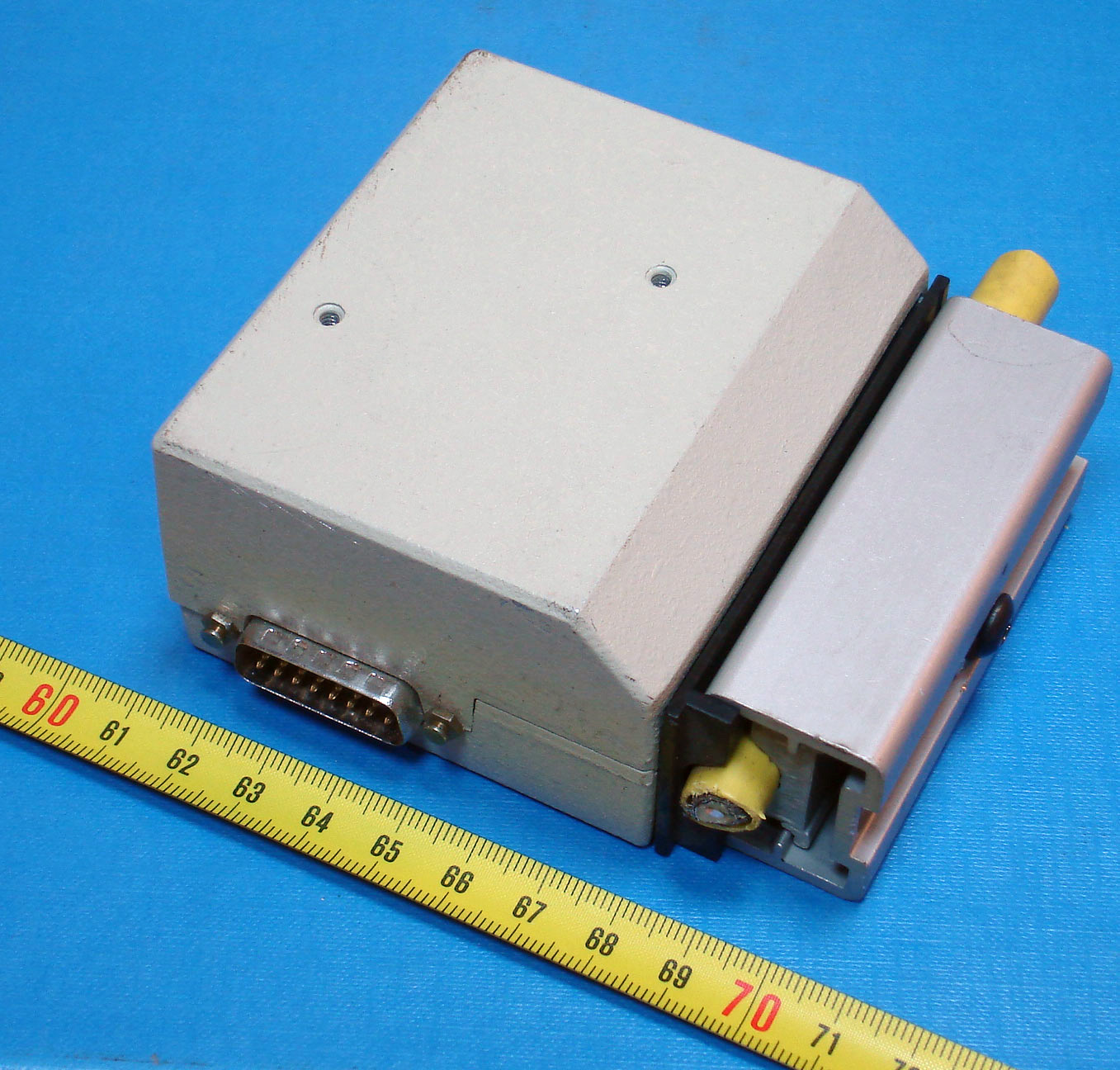
Een 10BASE5 "vampire tap" die over de gele coaxkabel geklemd wordt

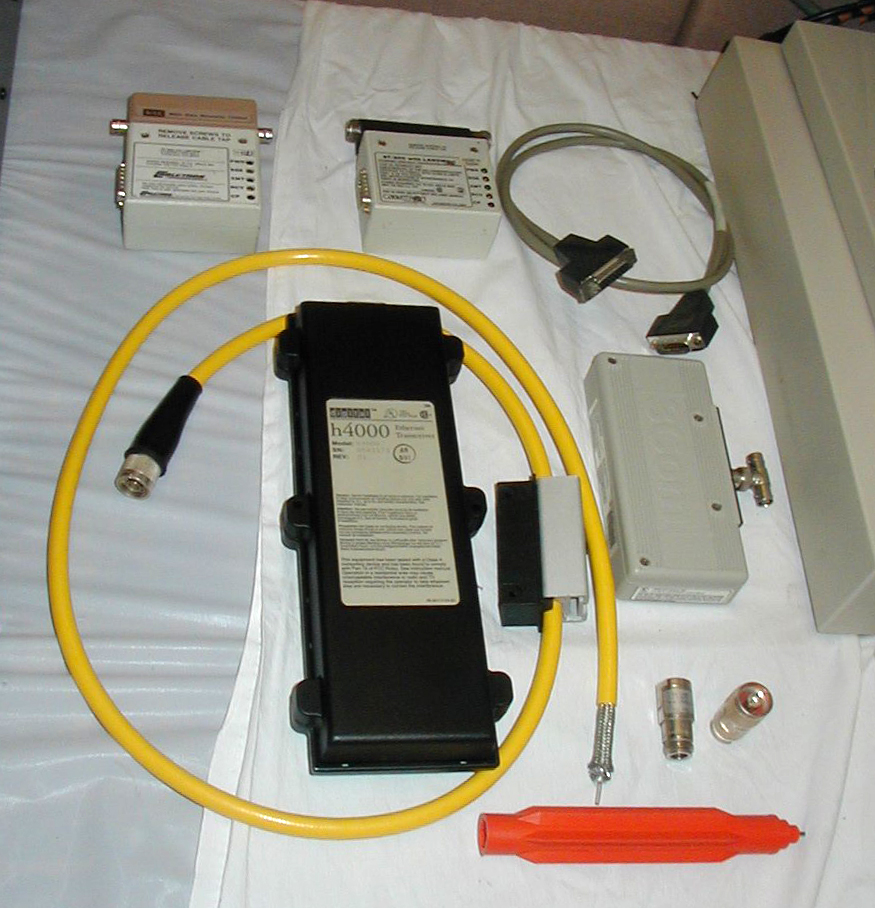
10BASE5 transceivers en kabels

10BASE5 (ook bekend als dik ethernet of thicknet) was de eerste commercieel verkrijgbare variant van ethernet. De naam 10BASE5 is afgeleid van de transmissiesnelheid van 10 megabit per seconde. BASE staat voor basisband, één signaalstroom over één geleider. De 5 staat voor de maximale segmentlengte van 500 meter. De technologie werd in 1982 gestandaardiseerd als IEEE 802.3.
10BASE5 maakt gebruik van een stijve gele coaxkabel van 10 mm dik met een lengte van maximaal 500 meter. Een netwerkstation wordt op de kabel aangesloten met behulp van een Medium Attachment Unit (transceiver), die aan de kabel bevestigd wordt door een gat in de kabel te boren en de transceiver met pinnen op de kabel te klemmen. Daarom werd dergelijke transceiver ook "vampire tap" genoemd. Omdat transceivers meer dan 2,5m uit elkaar moeten zitten zijn op de kabel markeringen aangebracht. Op een kabel kunnen maximaal 100 stations aangesloten worden. Beide uiteinden van de kabel moeten voorzien zijn van een "terminator", een afsluitweerstand van 50 ohm. Om afstanden groter dan 500 meter te overbruggen moeten twee of meer kabels met elkaar verbonden worden via repeaters. De stijve coaxkabel en de vampire taps maakten het systeem moeilijk te installeren en te onderhouden.
Midden jaren tachtig werd 10BASE5 vervangen door goedkopere en handigere alternatieven: eerst in 1985 door 10BASE2 op basis van een dunnere coaxiale kabel en later in 1990 door 10BASE-T en zijn opvolgers 100BASE-TX en 1000BASE-T, die gebruikmaken van ethernet over twisted pair.
In 2003 heeft de IEEE 802.3-werkgroep 10BASE5 geklasseerd als verouderd, de technologie wordt niet meer toegepast voor nieuwe installaties.